# توخچار
توخچار (به لاتین: Tukhchar) یک منطقهٔ مسکونی در روسیه است که در شهرستان نوولاکسکی واقع شده‌است.